# タカサゴクロサギ
タカサゴクロサギ（高砂黒鷺、学名：Ixobrychus flavicollis）は、ペリカン目サギ科に分類される鳥類の一種である。和名は、「台湾に生息する黒いサギ」ということからついた。日本に留鳥として生息するクロサギとは属が異なる（クロサギはコサギ属「Egretta」）。

## 分布
中国南部、台湾、東南アジア、インド、ニューギニア、オーストラリア北部で繁殖する。北方の個体は冬季に南へ渡り越冬する。
日本では、亜種タカサゴクロサギが迷鳥として新潟県、千葉県、広島県、男女群島、トカラ列島、沖縄県、大阪府、京都府などで記録されている。

## 形態
全長は約58cm。翼開長は54-66cm。雄成鳥は頭部から背、翼、尾にかけての体の上面が、わずかに青みがかった黒色である。体の下面は黄褐色で、黒褐色の縦斑が密に入っている。嘴は黒く細長く、足は暗緑色である。雌成鳥は、体の上面が黒褐色である。幼鳥は雌成鳥と羽色が似ているが、頭部が淡褐色である。

## 生態
水田、湿地、アシ原、草原、マングローブ林などに生息する。単独もしくは番いで生活する。日本では、ほとんどが単独での記録である。
食性は肉食性で魚類、両生類、昆虫類を食べる。
繁殖形態は卵生。樹上やアシ原に雌雄共同で巣を作り、1腹3-6個の卵を産む。抱卵、育雛とも雌雄共同で行う。

## 亜種
以下の3亜種に分類される。
- Ixobrychus flavicollis flavicollis タカサゴクロサギ
- Ixobrychus flavicollis australis
- Ixobrychus flavicollis woodfordi

## 保全状態評価
- LEAST CONCERN (IUCN Red List Ver. 3.1 (2001))